# Bioetika
A bioetika az élővilág etikai kérdéseivel foglalkozó interdiszciplináris tudomány. Összegyűjti az információkat a biológia, az ökológia és a szociológia legfontosabb irányzataiból, majd a különböző ismeretanyagokat filozófiai módszerekkel integrálja.
Két fő ága van: az egyik az orvosi, illetve egészségügyi etikából alakult ki, a másik a környezetvédelmi etika kérdéseivel foglalkozik. 
A bioetikának – az elnevezés kitalálójának, Van Potter Rensselaer professzornak eredeti szándéka szerint – rá kell mutatnia az ember egyedenkénti, illetve faji túlélésének jelenlegi és jövőbeli problémáira. A bioetika az elveket nem jóságuk és gonoszságuk szerint értékeli, hanem biológiai elveken alapul. Helyesnek ítélt megoldásai erősen függnek a benső meggyőződéstől, világnézettől, valamilyen hit elfogadásától.

## A bioetika története
A nyugati orvosi etika első hagyományai Hippokratészre (Kr. e. 460-370) és esküjére mutatnak. Az eskü legfőbb elve a segítés: „Salus aegroti suprema lex esto” („A beteg üdve a legfőbb törvény”), valamint a nem ártás (nil nocere). Hasonló elveket követ Aseph Ben Berachyahu esküje Szíriában a 6. században, Maimonidész Mózes (1135-1204) Az orvos napi imája, valamint Mohamed Hasin (1770) Az orvos kötelességei című munkája Perzsiában. A keresztény filozófiában egyre nagyobb szerephez jutott az emberi személy fogalma. Aquinói Szent Tamás Igazság című könyvének alapjai is igazolják az orvosi morált. A modern, liberális etikát hirdető filozófiák (Hume, Smith) az egyéni autonómia elvét hangsúlyozták. Az autonómia mind a beteg, mind az orvos szempontjából a segítés részének tekinthető. XII. Piusz pápa rádióbeszédeiben, különböző közösségek, köztük orvosok szakcsoportjai előtt tárgyalta a bioetikát. Fontos eleme a változásnak az orvosi technika fejlődése, mely új kérdéseket vetett fel. A „bioetika” szót először Van Renssealer Potter onkológus használta 1970-ben megjelent The science of survival (A túlélés tudománya) című közleményében. A következő évben jelent meg Bioethics: bridge to the future (Bioetika: híd a jövőbe) című könyve. Hatalmas fejlődést indított el ezzel, melynek igen jelentős állomásához értünk 1995-ben, amikor az Interparlamentáris Unió (IPU) megállapította, hogy „a bioetika az emberi jogok kérdésében a legfontosabb területté nőtte ki magát”.

## Legfontosabb témái

### Az emberi élet szentsége, sérthetetlensége, minősége
„Minden ember egyenlőnek születik, méltóságuk és jogaik egyenlőek.” Így kezdődik emberi jogok ENSZ-deklarációja (1948). Az emberi méltóság elismerése az emberi jogok alapja. A teológiai megalapozásból és az észérvekből kikövetkeztethető az emberi méltóság – belőle származnak a veleszületett, az ember lényegéhez tartozó, elidegeníthetetlen emberi jogok. Ezek között a legalapvetőbb: az emberi test sérthetetlensége, jog az élethez, a testi épséghez. Az emberi élet szentségét, sérthetetlenségét részletesebb meghatározással az ember személy voltára szokták alapozni.

### Az emberi személy élete kezdetének és végének meghatározása
Mikor kezdődik, illetve mikor végződik az ember élete? Az etikai vizsgálódások egyre világosabbá tették, hogy először azt kell tisztázni, hogy mit értünk az „ember” szón. Biológiai meghatározás: aki az emberi fajhoz tartozik, annak megfelelő számú (46) kromoszómája van. Személynek a racionalitással, éntudattal rendelkező embert nevezzük. Mikor „tekintjük” embernek a megfogamzott petesejtet? Mikor „tekintjük” halottnak az embert? Az alapvető különbség abban rejlik, hogy az emberi személy élete kezdetének és végének meghatározásakor az emberi, a személy vagy az élet szóra helyezem-e a hangsúlyt.
Az emberi élet kezdetéről az orvostudomány úgy tűnik egységes álláspontot alakított ki. Surján László például a jelenlegi hivatalos katolikus álláspontot képviselve, egyértelműen a fogamzás pillanatát tekinti az emberi élet kezdetének. A megtermékenyített petesejt – zigóta – az anyai petesejtnek és az apai spermiumnak az egyesüléséből származik, s maga is életjelenségeket mutat. A megtermékenyüléskor együtt van mindaz a genetikai információ, ami a teljes ember működéséhez szükséges. A lényeget tekintve azonos véleményen van Czeizel Endre; mikor kijelenti, hogy az élet kezdete szempontjából meghatározó a petesejt és az ondósejt találkozása, ekkor áll be az emberre jellemző kromoszómaszám, amikor megindul a fehérjeszintézis a minden egyes emberre jellemző genetikai kód alapján.
A teológia a személyes emberi élet kezdetét a lélekadással azonosítja, ehhez hasonlóan a halál a lélek és test szétválásával következik be. Van olyan filozófiai nézet, mely szerint az individualizáció a döntő, tehát amikor biztosan nem lesz belőle két egyed, amikor az ikresedés lehetősége megszűnt. Ez az időszak kb. két hétig tart. Másik filozófiai meghatározás szerint, amíg nem tud gondolkodni, addig nem számítható embernek. Van, aki külső lehetőségeket keres. Csak akkor biztos, ha már megtapadt a méhben, még biztosabb, ha a méhen kívül is életképesnek bizonyult.
Az élet végének meghatározása hasonló elvi különbségek megtételével történik. Van olyan nézet, ami biológiainak mondható. Ezen elgondolás szerint az ember akkor halt meg, amikor utolsó sejtje sem él már. Sokkal általánosabb az a tágabb értelemben szintén biológiainak tartható nézet, mely az ember egészének, mint embernek a halálát tartja döntőnek. Ennek a szívműködés leállása, a légzés megszűnte és az agy végleges lehetetlenné válása a jellemzői. Az orvos a szívverés leállását, illetve a lélegzés abbahagyását figyelte meg, ezzel igazolta a halált. Az esetek többségében ma is ezek a halál legfőbb jelei.

### A mesterséges megtermékenyítés
Ahogyan a technológia egyre inkább lehetővé teszi a normális élettani szaporodástól való egyre nagyobb eltérést, ez egyre nagyobb erkölcsi dilemmákhoz is vezet. 
Az asszisztált reprodukció lényege, hogy a nő szervezetében petefészek működést serkentő hormonnal egyszerre több petesejt érését idézik elő. Ezeket kiemelik, steril csészében összehozzák a férfitől hozott spermiumokkal, majd néhány nap múlva a megtermékenyített 6-8, esetleg több petesejtből 3-4-et a nő méhébe helyeznek. Ezzel kapcsolatban több etikai probléma is felmerülhet. Szabad-e a megtermékenyítés folyamatába beavatkozni? Szabad-e velük kísérletezni? Mi történik a be nem ültetett embriókkal? Etikai problémát vet fel az is, hogy a megtermékenyítés után megállapítható a születendő magzat neme, ami szelektáláshoz vezethet. Lehetőség van arra is, hogy már meghalt férfi spermájával termékenyítsenek meg egy nőt.

### Klónozás
Bioetikai szempontból már az állatok klónozása is jelentős kérdéseket vet fel. Például azt, hogy a magasabb rendű élőlények, mint megkülönböztethető, önmaguk számára céllal rendelkező egyedek jelennek meg, ha ezzel szemben optimálisra formált szériatermékek alakjában jelennek meg, eltűnik a természet és a technika közötti különbség – az ember csupán kívánságai termékeivel találja magát szemben.
Ha az ember klónozását tömegméretben alkalmaznák, akkor elszaporodnának az olyan emberek, akiket csak egy szülő nevelt. Ha párok használnák ezt a módszert, és mondjuk elkészítenék a nő mását, akkor a férj szeme előtt ott lenne a felesége két példányban csak egy emberéletnyi korkülönbséggel. Nem fogja ez felidézni egy sajátos szerelmi háromszög lehetőségét?
Azt, hogy egy ember mivé lesz, nemcsak génjei, hanem külső hatások is befolyásolják. Ahhoz tehát, hogy valakit a szó szoros értelmében lemásoljanak, valószínűleg hajszálpontosan ugyanolyan körülmények között kell nevelni, már a fogantatástól kezdve, amilyenek között a „mintapéldány” fogant és nevelkedett. Megteheti-e egy társadalom, hogy már az élet kezdetén megmásíthatatlanul elhatározza egy ember teljes életútját, sőt már kifejezetten egy bizonyos funkció kedvéért hozza létre őt, miközben ugyanez a társadalom alapvető jogként vallja a hivatás szabad megválasztásának jogát? Nem egyfajta modern rabszolgaság ez?

### Abortuszkérdés
Az abortusz jelent vetélést, a terhesség megszakadását, mielőtt a magzat életképessé válna és jelent terhességmegszakítást; a köznyelv inkább csak a művi vetélésre használja ezt a kifejezést.
Fojtyik Ildikó felmérésében azt vizsgálta, hogyan ítélik meg az abortuszt a terhességmegszakításra jelentkező nők. A nőktől konkrétan rákérdeztek, hogy mikortól tekinthető embernek a magzat, ki (vagy mi) az, aki (vagy ami) az abortusz alkalmával elpusztul. A műszerekkel mérhető életműködések jelenlétéig a nők csaknem háromnegyede (73%) tekinti embernek a magzatot az abortusz idejében.
Alapvető kérdés, hogy mikortól tekintjük embernek a megfogant magzatot? A magzat „potenciálisan ember”, vagy inkább valóságosan ember és potenciálisan például felnőtt, vezérigazgató vagy tanárnő? Milyen az etikai megítélése? Személy-e? Kezdettől – a megtermékenyítéstől – fogva, vagy csak valamikor később lesz azzá? Mikor csak valami, ki tudja mi? Az én ítéletemtől függ ez, vagy objektív valóság?
A magzat státuszának vizsgálata sok érv szempontjából is fontos. Egyesek azzal érvelnek az abortusz mellett, hogy az minden anyának magánügye, s csak ő döntheti el, hogy megtartja-e gyermekét vagy sem. Ez az érvelés feltételezi, hogy a magzat nem „ugyanúgy” ember, mint az újszülött. Gyakran az abortusz megtiltásának negatív következményeivel érvelnek, például, hogy több lenne az illegális műtét, amit zugabortőrök végeznének és ez növelné az anyai halálozást. Ez akkor lenne meggyőző, ha kimutatnák, hogy a magzat nem úgy ember, mint az anya, hiszen, ha ugyanolyan ember, akkor az abortusz emberölés, tehát bűncselekmény, ennek elkövetéséhez pedig nem lehet segítséget nyújtani, csak azért mert néhány elkövető rosszul járna.
A mai katolikus álláspont szerint az abortusz és a fogamzásgátlás erkölcsileg egyformán megengedhetetlen, a terhesség elkerülésének egyetlen elfogadható módja a nemi élettől való tartózkodás. Ez – a házasfelek megegyezésével – lehet állandó, de lehet ideiglenes, a nő termékeny periódusaira korlátozódó önmegtartóztatás. A katolikus tanítás a fogamzásgátlást akkor tartja erkölcsileg elfogadhatónak, ha a nő nemi erőszak eredményeként esett teherbe, ekkor esemény utáni tablettát kaphat. A protestáns egyházaknál, központi állásfoglalás – a szervezeti felépítésből adódóan is – lényegében nem létezik; nem állnak a teljes tilalom alapján, mivel elismerik a terhességmegszakítás létjogosultságát az anyánál lévő egészségügyi és etikai indikáció (a terhesség bűncselekmény következménye) alapján. E két indikáció esetén a döntés egyéni jellegét, felelősségét hangsúlyozzák. A fogamzásgátló eljárásoknak lényegében egyetlen formája sem tiltott a protestáns egyházaknál.
A mai nemzetközi abortuszvitákban három erőteljes vélemény körvonalazódott. A konzervatív álláspont szerint az egyedi emberi élet a fogamzással kezdődik, s a megtermékenyített petesejt (a zigóta) elpusztítása éppen akkora bűn, mint egy felnőtt ember megölése. Amikor azt mondjuk, hogy az emberi élet elpusztítása bűn, akkor olyan érzőképes, szenvedni és örülni tudó emberekre gondolunk, mint amilyenek mi magunk is vagyunk, egyszóval erkölcsi személyekre. Az emberi életnek két szintje van. Egyfelől létezik emberi élet a sejtek szintjén, s mint ilyen, ez puszta anyagcsereaktivitást jelent. Ilyen celluláris szinten emberi élet a zigóta élete, de emberi élet a spermium vagy a petesejt élete is. Az emberi élet másik szintje, melyet szervezeti szintnek lehet nevezni, szervek összehangolt működését jelenti. Vagyis az emberi szervezetnek, mint egésznek az élete elkülönítendő egyes sejtjeinek, szöveteinek vagy szerveinek életétől. Az emberi élet több szintű (sejti, szöveti, szervezeti és szervezeti szintek) létezésében a szervezeti szintű létezés az, ami elsősorban védelmet érdemel. Nemcsak egyetlen sejt, hanem egy egész szerv élete sem azonos egy szervezet életével, hiszen nem mondjuk például azt, hogy egy ember még él, mert a halála után egy másik emberbe átültetett veséje még él. A konzervatív válasz erre, hogy a zigóta potenciálisan erkölcsi személy.
A liberális álláspont szerint a magzat csak életképessé válásakor vagy élveszületéskor tesz szert emberi jogokra, ez előtt jogilag és erkölcsileg nem tekinthető embernek, habár biológiai értelemben már az. Szerintük az egyetlen helyes abortuszpolitika a permisszív, hiszen ha az anya abortuszt akar végeztetni, akkor az ő kétségtelen személyiségi jogai állnak szemben egy még morális értelemben nem ember kétes jogaival, tehát mindig az anya kívánságát kell előnyben részesíteni. A legszélsőségesebb változat szerint a magzat erkölcsi státusszal rendelkező személlyé csak az öntudat, a racionalitás kialakulásával lesz. Az életképességi kritériumok azonban nagyrészt az orvosi technológia fejlettségén múlnak és az, hogy a magzatot mikortól tekintjük embernek, nem függhet ettől. Ezen álláspontot képviselők szerint az emberi életet kell morális kötelességből védeni.
A mérsékelt álláspont úgy gondolja, hogy a méhen belüli fejlődés idején van egy szakasz, melyen túljutva a magzat erkölcsi személlyé válik. E szakasz után az embrió már morális értelemben ember, míg ez előtt nem az.
Az abortusz morálisan problematikus megítélését könnyebbé lehet tenni, ha két határponthoz igazítjuk. Az egyik ilyen határpont a fogamzásgátlás, a másik pedig az újszülöttek megölése. Az abortusz biztosan a kettő közé esik, azt kell eldönteni, morálisan melyikhez esik közelebb. A 11 hetesnél fiatalabb terhesség megszakítása az embrió elpusztítása. Az abortusz a terhesség 11. hetétől, vagyis a magzati fejlődés periódus kezdetétől az újszülött megöléséhez áll közelebb. A 20. hét után végzett abortusz morálisan minden tekintetben egy újszülött megöléséhez áll közelebb. Ebből azonban csak akkor következne az abortusz abszolút tilalma, ha a magzat inkubátorban fejlődne és nem egy másik ember testében. A magzatot kihordó nő maga is személyiségi jogokkal bíró ember, ezért a terhesség 10. hetétől kezdve az abortusz erkölcsi megítélése csak az anya és a magzat jogainak összemérése alapján vezethető le.

### Eutanázia és terminális palliatív medicina
Az orvos feladata, hogy erősítse az emberi életet, könnyítsen a szenvedésen és megfelelő, együtt érző ellátásban részesítse a beteget, élete végéig.
Az eutanázia az orvosnak foglalkozási körében megvalósított szándékos magatartása, amely a gyógyíthatatlan, szenvedő beteg halálára irányul. Az aktív eutanázia esetén tevőleges, passzív eutanázia esetén mulasztással megvalósuló magatartásról van szó. A Magyar Orvosi Kamara Etikai Kollégiuma az eutanázia minden formáját elutasítja, ugyanakkor egyetért az Egészségügyi Tudományos Tanács (ETT) Tudományos és Kutatásetikai Bizottságának azon ajánlásával, mely szerint indokolt a terminális palliatív medicina fogalmának bevezetése, ami nem azonos a passzív eutanáziával. A terminális palliatív medicina célja a végső állapotba jutott, a tudomány mindenkori állásfoglalása szerint gyógyíthatatlan beteg testi és lelki szenvedéseinek csökkentése. Eutanáziának tehát csak akkor nevezhetjük egy beteg ember életének kioltását, ha azt orvos végzi, egyébként gyilkosságról vagy emberölésről van szó.
Az eutanázia mellett általában felhozzák, hogy minden ember legfőbb vágya a halál közeledtével, hogy ne szenvedjen. Mindenki érthetően el akarja kerülni a testi és lelki szenvedést, megaláztatást. Kapcsolódik ehhez, hogy baleset vagy betegség súlyosan befolyásolhatja életünk további folyását, alacsonyabb életminőséget kényszeríthet ránk. Amióta szívmotorral fenntartható az élet, viszonylagossá vált, meddig kell, meddig szabad az életet meghosszabbítani? Az utolsó lélegzetvételig? Elterjedt a túlkezelés. Kell-e, szabad-e a haldoklást meghosszabbítani? A halál közeledtének érzése, a szenvedések elviselhetetlennek tűnő fokozódása sokakban felveti a gondolatot, nem kellene-e orvosi beavatkozással, egy halált okozó injekcióval megszabadítani a beteget kínjaitól? A kérdést másként is fel lehet vetni: mit kíván valójában a beteg? Meg akar valóban halni, vagy csupán szenvedéseitől szeretne megszabadulni?

## A biotechnológia etikája
Van-e okunk félni a robbanásszerűen fejlődő genetikai ismeretek méltatlan felhasználásától? Hogyan aknázhatjuk ki úgy a genetika előnyeit, hogy közben nem sérülnek az egyéni jogok, azaz a személyi integritás és a magánélet? Feladat egy új bioetikai definíció, gyakorlat megalkotása.

### Az információs technológia és genetika találkozása több következménnyel járt
- bioinformatikai robbanás következményei: humán genom teljes annotációja, nemzetközi adatbankok a weben (betegség-, gyógyszerérzékenység gének, alkalmassági gének, identitás megállapítására alkalmas gének), rassz gének (predikciós potenciál?[19])
- a molekulától a működésig
- az orvostudomány átalakul
- kialakult a személyre szabott orvostudomány
- diagnózis, prognózis
- egyéni kezelés
- farmakogenetika
- farmakogenomika ígérete: "Farmakogenomika radikálisan meg fogja változtatni a módját a gyógyszerek kifejlesztésének." "Hamarosan képes lesz arra, hogy a megfelelő gyógyszert a megfelelő betegnek." "Alkalmazása a farmakogenomikának a gyógyszer-fejlesztésben lecsökkenti a ciklusidőt 1,5 – 2 évre." "Farmakogenomika képes lesz arra, hogy eltávolított gyógyszereket visszahozzon a piacra, amelyek valamilyen nem várt káros eseményt okoztak."[20]
- védőoltások

### A gén-etika „klasszikus” kérdései
- kulcskérdés a cost / benefit és benefit / risk elv: a kutatás szabadsága vs egyén védelme vs társadalmi hasznosság
- genetika/genomika felhasználásának mértéke

biotechnológia (gyógyszer-őssejt-GMO), örökletes betegség, fertőzés, igazságügy, személyiségi- , munka- biztosításjog
génterápia (Gyógyítás, képesség javítás- betegség rezisztencia gének?
- anonimitás kérdése
- pszichogenetikai kérdések: szomatikus sejtmag transzfer emberekben, az emberi klónozás morális rossz,[21] HUTCHINSON-GILFORD PROGERIA SYNDROME (HGPS) mutáció: intermedier filamentum lamin A[22]
- filozófiai alapkérdés: Enyém a testem...vagy Én vagyok a testem?
- a humán embrió státusza az öt világ vallásban
- jogi, etikai, világnézeti szempontok figyelembevételének dilemmái
- konszenzusok- szabályrendszerek kirajzolása (EU vs USA)
- új személyi identifikációs jog megalkotása
- Génátvitel
- GMO[23]
- IVF
- Humán Genom Project
- Szomatikus génterápiák
- Géndopping[halott link]
- Csíravonalú génmódosítások (‘tervezett babák’)
- Terápia vs. teljesítményfokozás (enhancement)
- Betegségfogalmak
- Klónozás
- Kibridek (cybrids)
- Kimérák
- Őssejtkutatás
- ELSI (Ethical, Legal & Social Issues[19])

### A fluoreszkáló nyúl esete
Transgenic art (Eduardo Kac, Alba)

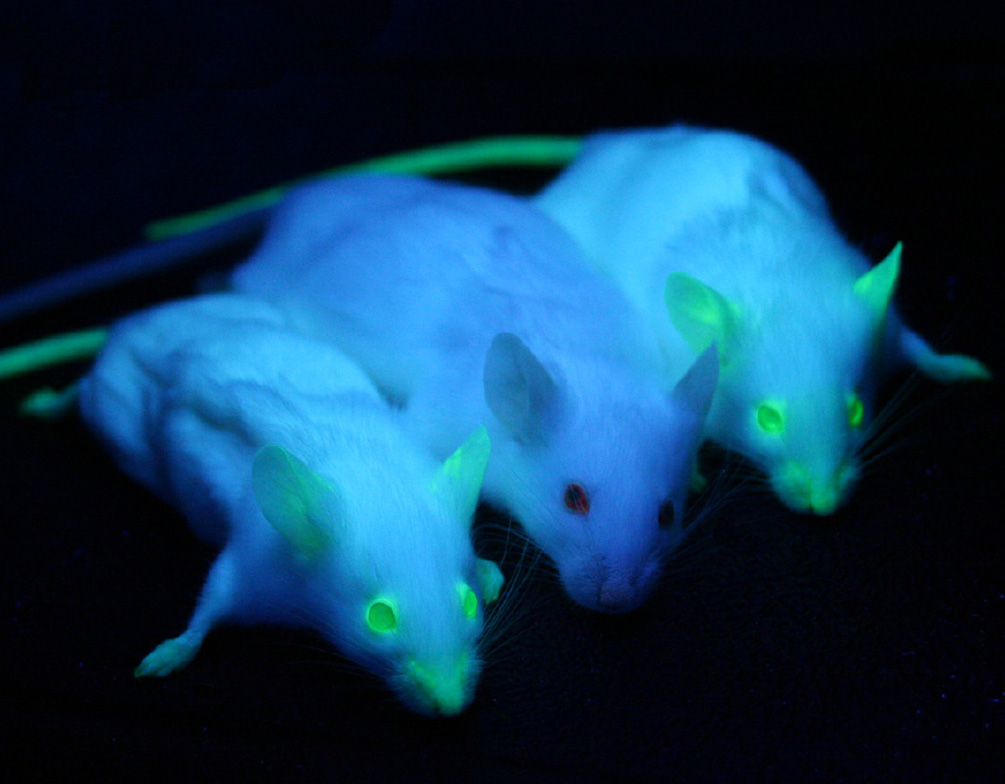
GFP-vel jelölt egér. Két NOD / SCID egérben expresszálódó, fokozott zöld fluoreszcens fehérje (eGFP) UV-megvilágítás alatt, de a harmadik egér sima, nem fluoreszkáló, NOD / SCID egér, mert nem-transzgén szülői vonalat képvisel.

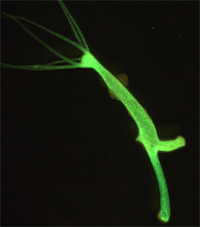
GFP-vel megjelölt endodermális hámsejtek transzgenikus Hydra vulgaris törzs AEP. Transzgenikus hydra endo.

A transzgenezis, ciszgenezis és konvencionális növényi sejt tenyésztése.

A transzgenikus művészet képviselője Eduardo Kac. A munkája a "GFP Bunny" magába foglalja a zöld, fluoreszkáló nyúl képét, amely kifejezi a társadalmi párbeszédet, valamint a társadalmi integrációt. GFP zöld fluoreszcens fehérjéből épül fel. "GFP Bunny" 2000-ben készült el és először nyilvánosan Avignonban, Franciaországban mutatták be. Transzgenikus művészet, egy új művészeti forma, amely elkészített műalkotások alapján a mérnök genetikus elvileg természetes vagy szintetikus géneket juttatva az élő szervezetbe, létrehoz különleges élőlényeket (növényeket, állatokat). Ezt nagy gonddal és alázattal szabad.

### Mesterséges reprodukciós technikák etikája
- A szülői (anyai, apai) mivolt kérdése
- Dajkaterhesség/béranyaság/pótanyaság
- Örökbeadás/fogadás
- IVF (L. Brown, 1979)
- Embrióadományozás
- Ivarsejt-donáció
- Őssejtkutatás
- Klónozás

#### A szülői mivolt 4 fogalma
- Genetikai
- Kihordáson alapuló (gestational)
- Szándékon alapuló
- Kauzális

##### szülői mivolt posztgenomikai megközelítése
- A genetikai hatások újraértelmezése
- A fejlődési folyamatok hangsúlyozása
- A ‘biológiai’ előtag átértelmezése
- Anya-apa aszimmetria

##### etikai/jogi viták szempontjai
- A szülői mivolt biológiai fogalmai
- A szülői mivolt pszichológiai aspektusai
- A gyermeki mivolt biológiai fogalmai
- A gyermeki mivolt pszichológiai szempontjai
- Társadalmi megfontolások
- Autonómia[25]

## Szakirodalom

### Abortusz
- Fojtyik Ildikó: Abortusz előtt álló nők a magzat erkölcsi, jogi és fizikai státuszáról. In.: Lege Artis Medicinae, 1998; 8 (7-8)
- Jobbágyi Gábor: A méhmagzat életjoga. Az abortuszlegalizáció konfliktusa. Budapest, 1994
- Sándor Judit (1992)Szerk: Abortusz és…bioetika. Budapest. Literatura Medica

### Bioetika
- Charles Susanne (szerk.). Budapest, Dialóg Campus Kiadó; 1999

- Bioetikai állásfoglalások. KOMT, Budapest, 2002
- Dr. Gaizler Gyula: Bioetika. Budapest, 1999

### Biobankok
- Sándor Judit (2010) Biobankok: Sikeres fikció a tudomány szolgálatában? JURA, vol. 16, no. 1, 116–126.  Sándor, Judit (2006) A test halhatatlansága: Bioetikai és jogi dilemmák a XXI. században in: Fundamentum, vol. 10, no. 1., pp. 32–45.

### Eutanázia
- Blasszauer Béla (1984): A jó halál (Eutanázia) Budapest: Gondolat könyvkiadó Filó Mihály (2011)(szerk.)Párbeszéd a halálról: Eutanázia a jogrend peremén (Budapest: Literatura Medica Kiadó

### Orvosi etika
- Blasszauer Béla (1995): Orvosi etika. Budapest: Medicina könyvkiadó Dr. Kovács József (1999, 2006): A modern orvosi etika alapjai. Bevezetés a bioetikába. 2. átdolgozott kiadás. Budapest: Medicina könyvkiadó (p. 641)
- Dr. Kovács József (2001): Bioetika, orvosi etika. In: Buda Béla—Kopp Mária (szerk.) (2001): Magatartástudományok. Budapest: Medicina könyvkiadó. (pp. 293–311)

### Pszichiátria
- Dr. Kovács József: Bioetikai kérdések a pszichiátriában és a pszichoterápiában. Budapest, 2007. Medicina könyvkiadó (p. 677) Teljes terjedelemben ingyenesen elérhető a következő internet-címen:  http://real-d.mtak.hu/347/
- Dr. Kovács József: Környezeti etika. Világosság XLIX. évfolyam 2008/9-10. (p. 75-107.)

### Genetika
- Sándor Judit (szerk.)(2004) Society and Genetic Information. Codes and Laws in the Genetic Era. Budapest and New York: CEU Press

### Reprodukció
- Sándor Judit (2005) A terápiától a szelekcióig: Jogi és etikai viták a reprodukciós beavatkozások új módszereiről in: Acta Humana, vol. 16, no. 4, pp. 3–20.
- Sándor Judit (2016) Az én molekulám. Bioetika és emberi jogok a XXI. század elején Budapest. L' Harmattan (pp. 1-228.)